# Oude Algemene Begraafplaats Doorn
De Oude Algemene Begraafplaats is een begraafplaats uit 1872 aan de Amersfoortseweg in de Nederlandse plaats Doorn. Oorspronkelijk was het een perceel eikenbos, nu nog staat er een aantal monumentale eiken uit die tijd.
Op de begraafplaats staat een baarhuisje in neogotische stijl uit 1873 dat is ontworpen door de Doornse timmerman Jan Koudijs.
De begraafplaats is ook de laatste rustplaats van de zanger en conferencier Lou Bandy die in de periode tussen de beide wereldoorlogen een van de populairste artiesten van Nederland was.

## Afbeeldingen

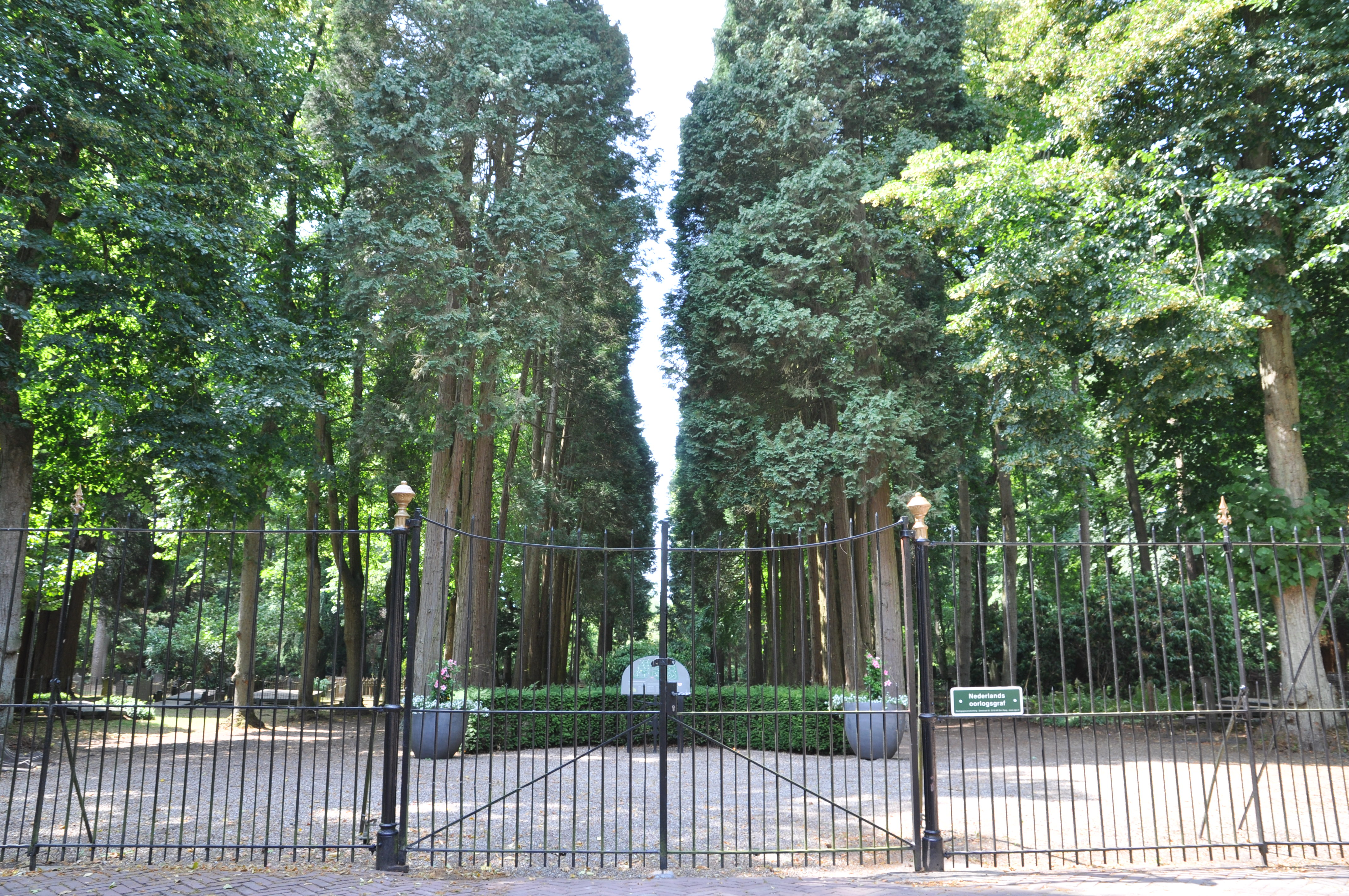
Toegangshek
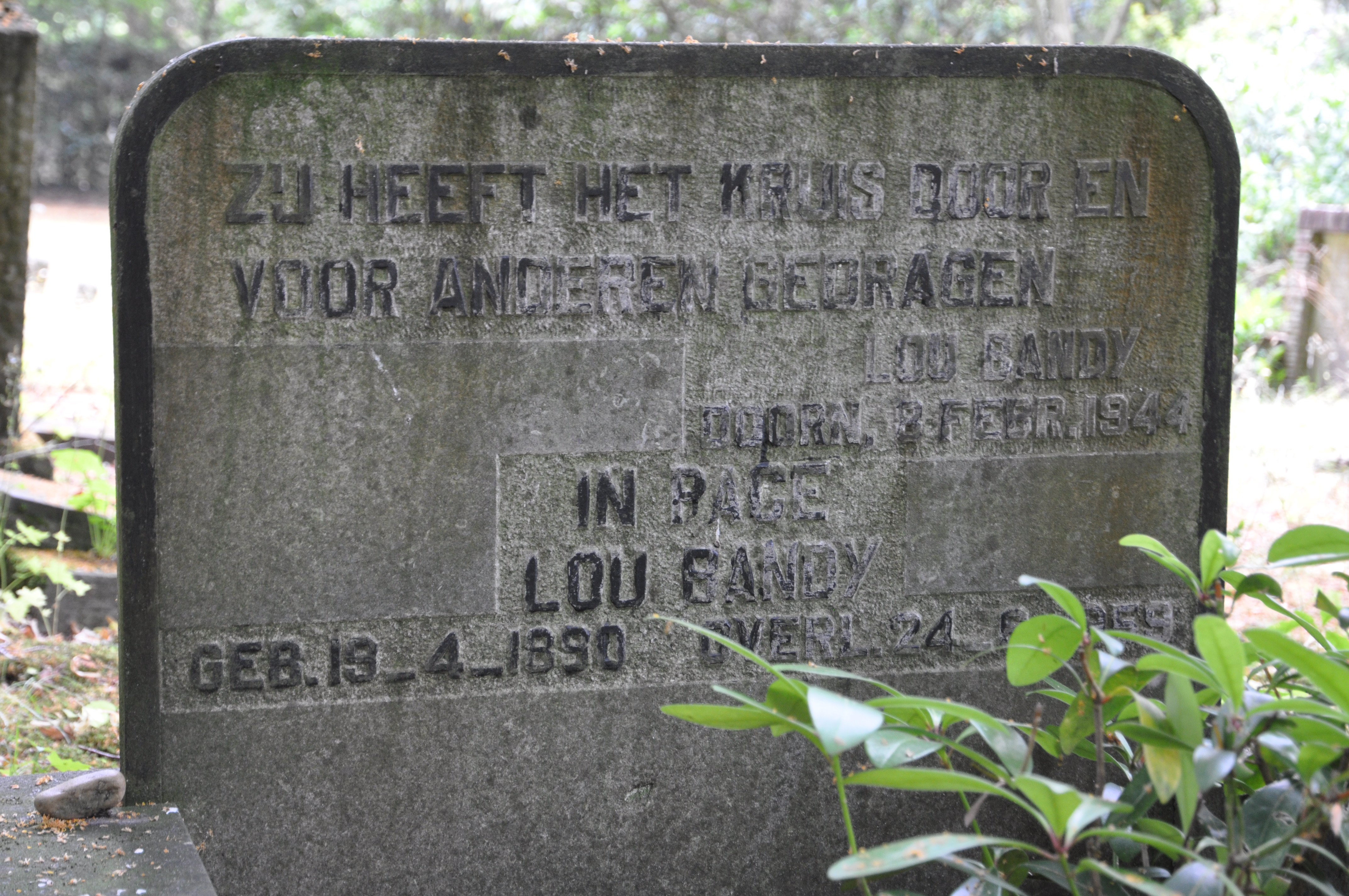
Graf van Lou Bandy